# Tove Enblom
Tove Enblom (Stoccolma, 20 novembre 1994) è una calciatrice svedese, portiere del Vålerenga e della nazionale svedese.

## Carriera

### Club
Enblom è cresciuta ad Årsta, quartiere della Capitale Stoccolma, dove ha iniziato la sua carriera calcistica nell'Årsta AIK. Dopo il suo trasferimento all'IFK Aspudden-Tellus, dove viene aggregata alla prima squadra per le stagioni 2009 e 2010, nel 2011 è entrata a far parte del Djurgårdens TFF.
Nel 2012 Enblom ha firmato per il Djurgården, debuttando con la nuova maglia in Damallsvenskan, primo livello del campionato svedese di categoria, il 10 giugno, alla 9 giornata di campionato, con il tecnico Patrik Eklöf che la schiera titolare nella pesante sconfitta esterna per 11-0 con il Linköping, e marcando solo un'altra presenza durante la stagione conclusasi con la retrocessione in Elitettan. Rimasta in rosa anche l'anno successivo, ha giocato 25 delle 26 partite del Djurgårdens IF Dam nel campionato di Elitettan 2013.
Prima della stagione 2014 è stata ingaggiata dall'Umeå IK, squadra che allora milita in Damallsvenskan. Nelle quattro stagioni con la squadra del Norrland ha condiviso con le compagne le sempre maggiori difficoltà nel riuscire ad essere competitive nei confronti delle avversarie, seguendo il club anche quando a fine 2015 viene retrocesso in Elitettan.
Dopo aver marcato 51 presenze in giallonero, Enblom ha scelto di trasferirsi alle neopromosse in Damallsvenskan dell'IFK Kalmar, tuttavia la sua prima permanenza con il club è stata di breve durata, poiché il contratto per l'Allsvenskan non è stato rinnovato nel corso della stessa stagione.
Nel novembre 2018 l'Umeå IK ha annunciato l'ingaggio di Enblom per la stagione 2019, facendo così il suo ritorno nella squadra di Umeå.
Nel dicembre 2020 viene annunciato il suo trasferimento al KIF Örebro, con i quali ha firmato un contratto di un anno, prolungato una prima volta di un ulteriore anno nel settembre 2021 per poi rinnovarlo per altre due stagioni nell'ottobre 2022.

### Nazionale
Enblom giunge alle nazionali a carriera già ampiamente avviata, vestendo per la prima volta la maglia della formazione under 23 all'inizio del 2015, in occasione del Torneo di La Manga di categoria, dove viene impiegata da titolare nell'incontro del 28 febbraio vinto per 3-2 con le pari età del Giappone.
Dopo ben otto anni viene convocata dal commissario tecnico Peter Gerhardsson per una serie di amichevoli tra il febbraio e l'aprile 2023, sebbene non venga mai impiegata, che nel giugno di quell'anno decide anche di inserirla nella lista delle 23 calciatrici in rosa per il Mondiale di Australia e Nuova Zelanda 2023.

## Palmarès

### Club
- Campionato norvegese: 1

Vålerenga: 2024
- Coppa di Norvegia: 1

Vålerenga: 2024